# 水木社区
水木社区（newsmth.net）是一个开放式论坛，源自水木清华BBS。其用户以高校学生及毕业生为主，号称“高知论坛”。该论坛曾涌现过芙蓉姐姐等名人，也是刘慈欣、郝景芳等人的根据地。

## 历史
水木社区前身是清华大学校内互联网爱好者自发创办和组成的原BBS水木清华站，具有学生社团的性质，但目前已难考证原BBS水木清华站是否按照《清华大学学生社团协会管理条例》的要求履行过注册登记程序。原BBS水木清华站服务器曾由服务器生产商赞助，域名由胡晓映注册和所有，清华大学对该站域名、服务器等资产不拥有所有权，明睿博公司现实际控制人吕丽娜、胡晓映、周建波等均曾担任原BBS水木清华站站务。
水木社区保留了BBS水木清华站截至2005年3月16日前的所有版面及用户数据等资料，而众多用户在原BBS水木清华站发表了关于个人版权的声明，声称授权给原版务人员将自己的原创文章删除，或者备份、拷贝、移动、复制至任何能体现2005年3月16日以前水木的管理风格的BBS社区。其法律依据没有得到权威人士证明，但这为重建新站提供一定法律基础。
2005年3月16日水木清华BBS封禁校外IP后不久，原站务委员会即已开始筹备新站，同时对学校进行了通报，说明在局面不可扭转的情况下将转移部分版面到公网发展，但只限于在“校内交流平台”下其生存、发展存在困难的版。新站将不保留系版、协会版等校内交流版面。
由于之前校方曾在会议中向站务索取版主等管理群的个人资料，水木社区的站务组利用其在原BBS水木清华站的职务便利，提示原BBS水木清华站的用户，用户的个人资料将被有可能原BBS水木清华站的管理单位窃取并加以利用，大量版主用户随后开始主动破坏原BBS水木清华站的版面和精华区，但被删除的内容之后多经由备份得以恢复。

水木社区telnet界面

至于清华大学各系版面和部分协会版面于2005年8月间陆续在水木社区开版，很多版面保留了原水木清华站的文章与资料。水木社区系版与协会版面现在归类于"清华大学院系所"目下。自水木社区开站以来，绝大部分与水木清华相对应的版面都已经在水木社区复版，同时又新开设了为数不少全新的版面。
4月9日水木社区开始内部测试，允许BBS水木清华站现任版主和前任版主参与，4月21日开始允许每个版面推举十名核心用户参与测试。
截至2005年4月，水木社区最高上线人数已经超过3000人，与水木清华BBS持平。
2005年5月12日，水木社区开始公开测试，开放了在23端口的telnet服务，同时开放了telnet和www方式下的guest访问权限。截至下午4时许，最高同时在线人数已经超过5600人。
2005年5月25日，水木社区最高同时在线人数已超过10000人。而原水木清华BBS则保持在4000-5000人。
2005年6月29日晚8点，水木社区结束公测，宣布正式开站，同时大幅了调整组织管理架构。

从海外抓取的水木社区web登录界面截图，2006年11月26日

2006年11月10日Google Cache抓到最后一次水木社区的web登录页面，自此之后，水木社区已经无法自教育网连接。
2006年12月水木社区仍然可以由教育网正常连接。
随着水木社区逐渐由校园BBS走向校外，水木社区BBS版面上相对低级庸俗的文章开始增多，同时讨论问题更加尖锐直接，另外版面交流活跃，有效信息量不断增加。
2012年9月12日13:00，水木社区站务宣布因故关站至2012年9月19日，水木特快等优秀版面提前被关闭。9月13日中午，水木特快等板块开始恢复，其他版面为只读状态。
2017年1月23日，曾任水木清华（后更名水木社区）站长的王玉泉，将颇具历史的水木社区合伙人纠纷公之于众。
2018年9月21日上午，水木特快版(NewExpress)和房地产版(RealEstate)被相继关闭。下午四点左右，特快万象版(Universal)也被关闭。当晚十时许，房地产版恢复，版主置顶发帖“关于整顿版风的公告 -所有人必看”。9月23日，水木特快版和特快万象版也相继恢复，同时发布特快临时版规，严禁讨论任何与政治有关的话题，不区分内容及导向。